# Gentianella thiosphaera
Gentianella thiosphaera là một loài thực vật có hoa trong họ Long đởm. Loài này được (Gilg) Holub mô tả khoa học đầu tiên năm 1967.